# Overwinningsmedaille (Verenigd Koninkrijk)

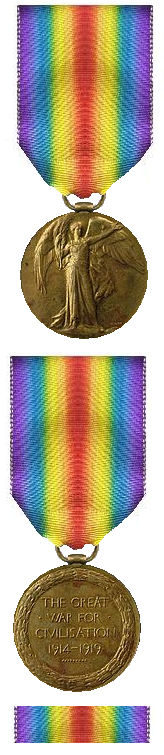
Intergeallieerde Overwinningsmedaille

De Overwinningsmedaille, (Engels: "Victory Medal") ook wel "Inter-Allied Victory Medal" genoemd, is de Britse versie van de Intergeallieerde Medaille die na de overwinning in de Eerste Wereldoorlog aan meer dan 6.334.522 veteranen werd uitgereikt.
De medaille werd op 1 september 1919 ingesteld door George V van het Verenigd Koninkrijk. De medaille werd ook in de Britse koloniën en in de dominions Canada, Australië, Nieuw-Zeeland en het Keizerrijk India uitgereikt.
Van de dominions verkoos alleen Zuid-Afrika een eigen medaille met tweetalige keerzijde in het Engels en het Nederlands te slaan. De Britse medaille wordt tot de campagnemedailles gerekend.
De dominions en de koloniën maakten in 1918 en nog lang daarna gebruik van de in het Verenigd Koninkrijk door hun gezamenlijke koning ingestelde en verleende onderscheidingen en ridderorden.

## De Britse medaille

### Voorwaarden
Om voor de medaille in aanmerking te komen moest men gemobiliseerd zijn, in een van de strijdkrachten opgenomen zijn geweest en tussen 5 augustus 1914 en 11 november 1918 in een oorlogsgebied zijn geweest. Vrouwen kwamen voor deze en de eerdere twee medailles in aanmerking wanneer zij dienst in verpleeghuizen en bij andere hulptroepen hadden gedaan..
De Overwinningsmedaille werd ook toegekend aan officieren en manschappen van de Britse Koninklijke Marine die de missie naar Rusland tussen 1919 en 1920 hadden meegemaakt. De geallieerden grepen indertijd met deze Interventie in Noord-Rusland in in de Russische burgeroorlog. Ook voor het opruimen van mijnen in de Noordzee tussen 11 november 1918 en 30 november 1919 kon men nog de Overwinningsmedaille krijgen.

## Pip, Squeak and Wilfred
De medaille werd toegekend aan al degenen die de 1914 Ster of de 1914-1915 Ster mochten dragen. Het merendeel van de dragers van de Britse Oorlogsmedaille ("British War Medal") kwamen ook voor de Overwinningsmedaille in aanmerking. De Overwinningsmedaille werd nooit alleen toegekend maar altijd samen met een of twee van de andere sterren of de medaille. Deze drie onderscheidingen werden soms oneerbiedig aangeduid als "Pip, Squeak and Wilfred". De Overwinningsmedaille is "Wilfred". In totaal werden ongeveer 5 700 000 overwinningsmedailles uitgereikt. Pip, Squeak and Wilfred waren drie figuren uit bekende stripverhalen uit die tijd, het gaat om een antropomorf trio bestaande uit een hond, een pinguïn en een konijn. Men zag ze in de verhalen altijd samen, net als deze medailles.
De Overwinningsmedaille werd minder vaak uitgereikt dan de Oorlogsmedaille ('Squeak') waarvan 6.4 miljoen exemplaren werden uitgereikt. Men ziet de Overwinningsmedaille altijd samen met de Oorlogsmedaille. Alle 2.4 miljoen dragers van de 1914-15 Ster ("Pip') droegen ook de Oorlogsmedaille en de Overwinningsmedaille.

## De Overwinningsmedaille
De Britse Overwinningsmedaille heeft een diameter van 36 millimeter. De door William McMillan (1887–1977) ontworpen medaille werd door het Woolwich Arsenal of de Firma Wright & Son gestanst en geslagen uit roodkoperen platen.
De medaille werd van een bronskleurige patina voorzien.
Op de voorzijde is de godin Victoria afgebeeld. De houding is gelijk aan die van een standbeeld op het Queen Victoria Memorial in Londen. De gevleugelde godin heeft haar linkerarm uitgestrekt en zij houdt een palmtak in haar rechterhand.
Op de keerzijde staat "THE GREAT / WAR FOR / CIVILISATION / 1914-1919" binnen een lauwerkrans.

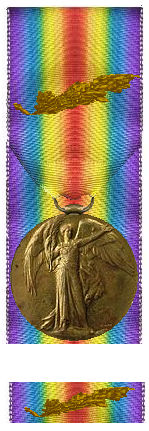
Medaille met Dagorder

De medaille werd aan een 39 millimeter breed lint in de kleuren van de regenboog op de linkerborst gedragen. 
Militair personeel dat tussen 4 augustus 1914 en 10 augustus 1920 in een dagorder was vermeld draagt een tak met eikenblad op het lint van de medaille. Deze militairen mochten een klein bronzen eikenblad op baton van de medaille aanbrengen.
Het legernummer, de rang, de naam en de militaire eenheid werden op de rand van de medaille gegraveerd.

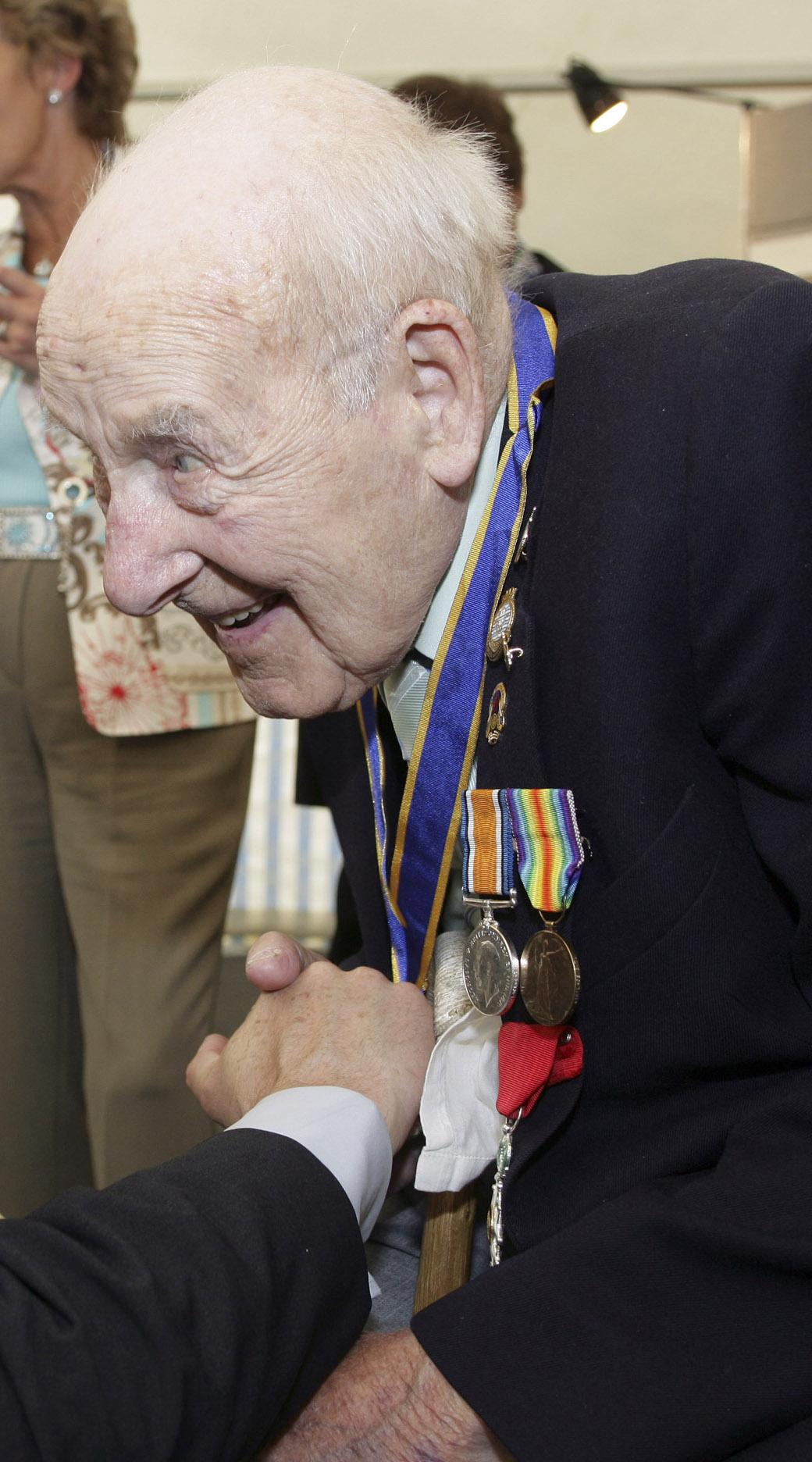
Een van de laatste van de miljoenen dragers van de overwinningsmedailles was Henry Allingham, hier in 2007